# Kermes himalayensis
Kermes himalayensis är en insektsart som beskrevs av Green 1909. Kermes himalayensis ingår i släktet Kermes och familjen eksköldlöss. Inga underarter finns listade i Catalogue of Life.